# Beomužević
Beomužević (Servisch cyrillisch: Беомужевић) is een plaats in de Servische gemeente Valjevo. De plaats telt 528 inwoners (2002).

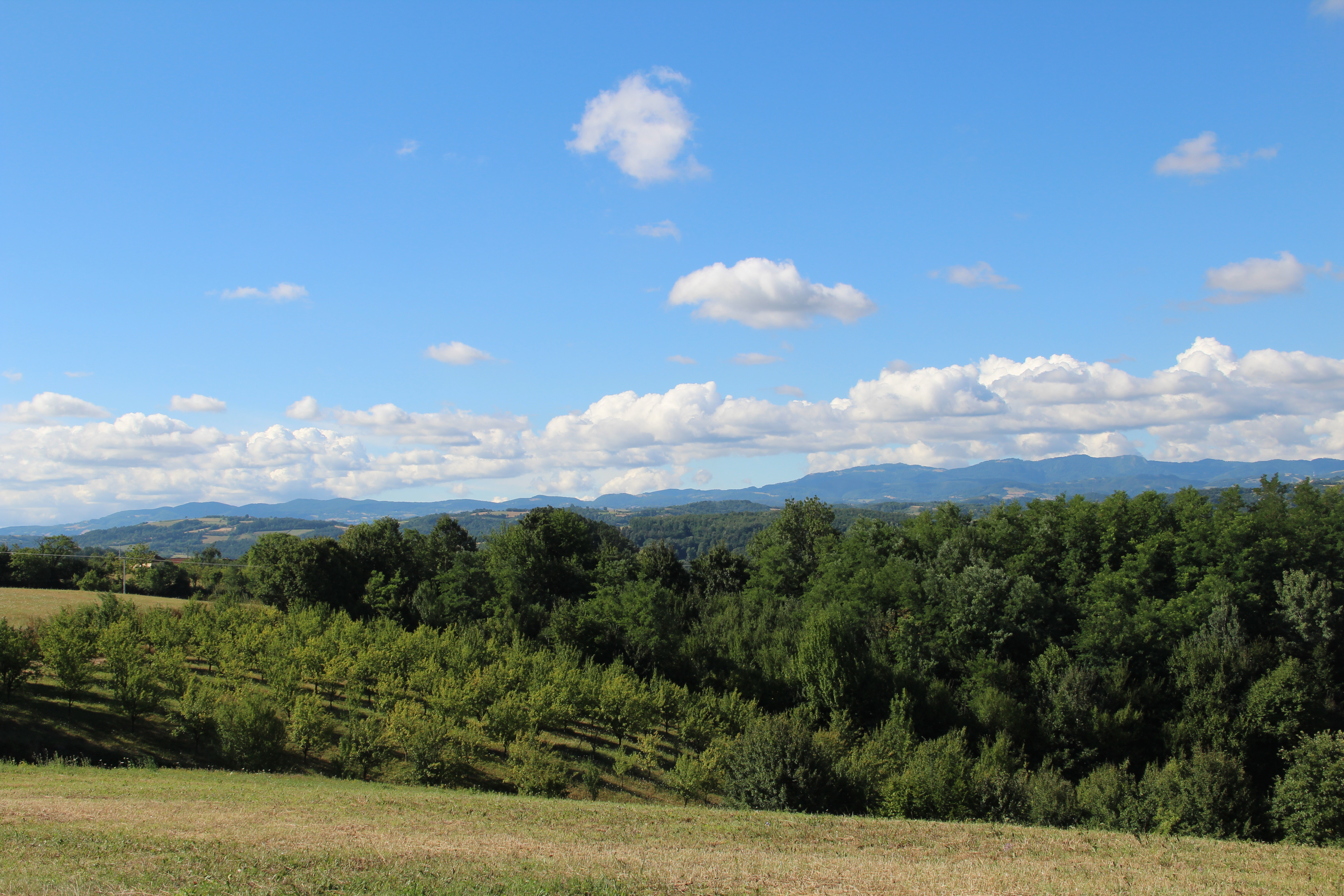
village Beomuzevic - Panorama
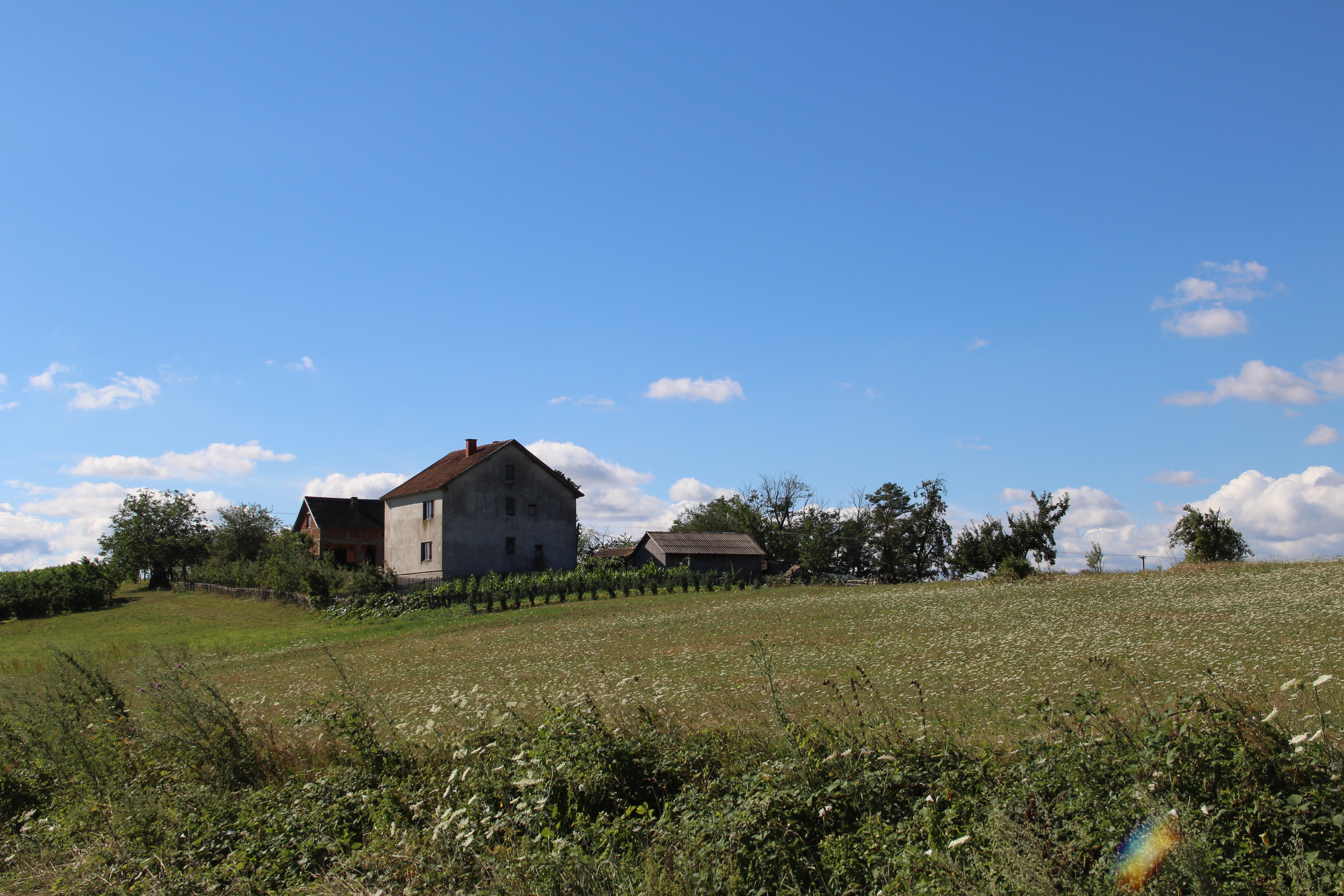
village Beomuzevic - Panorama
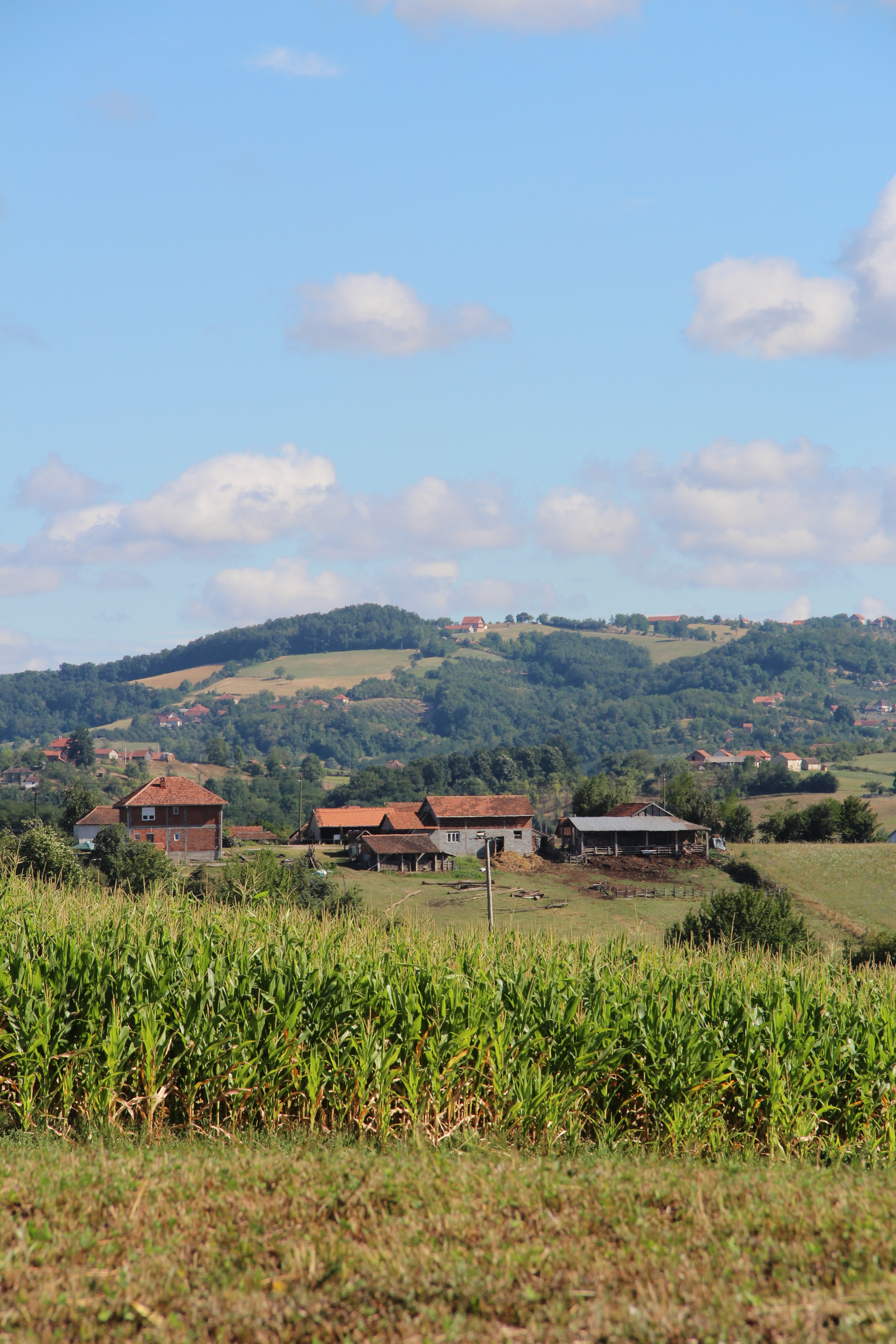
village Beomuzevic - Panorama
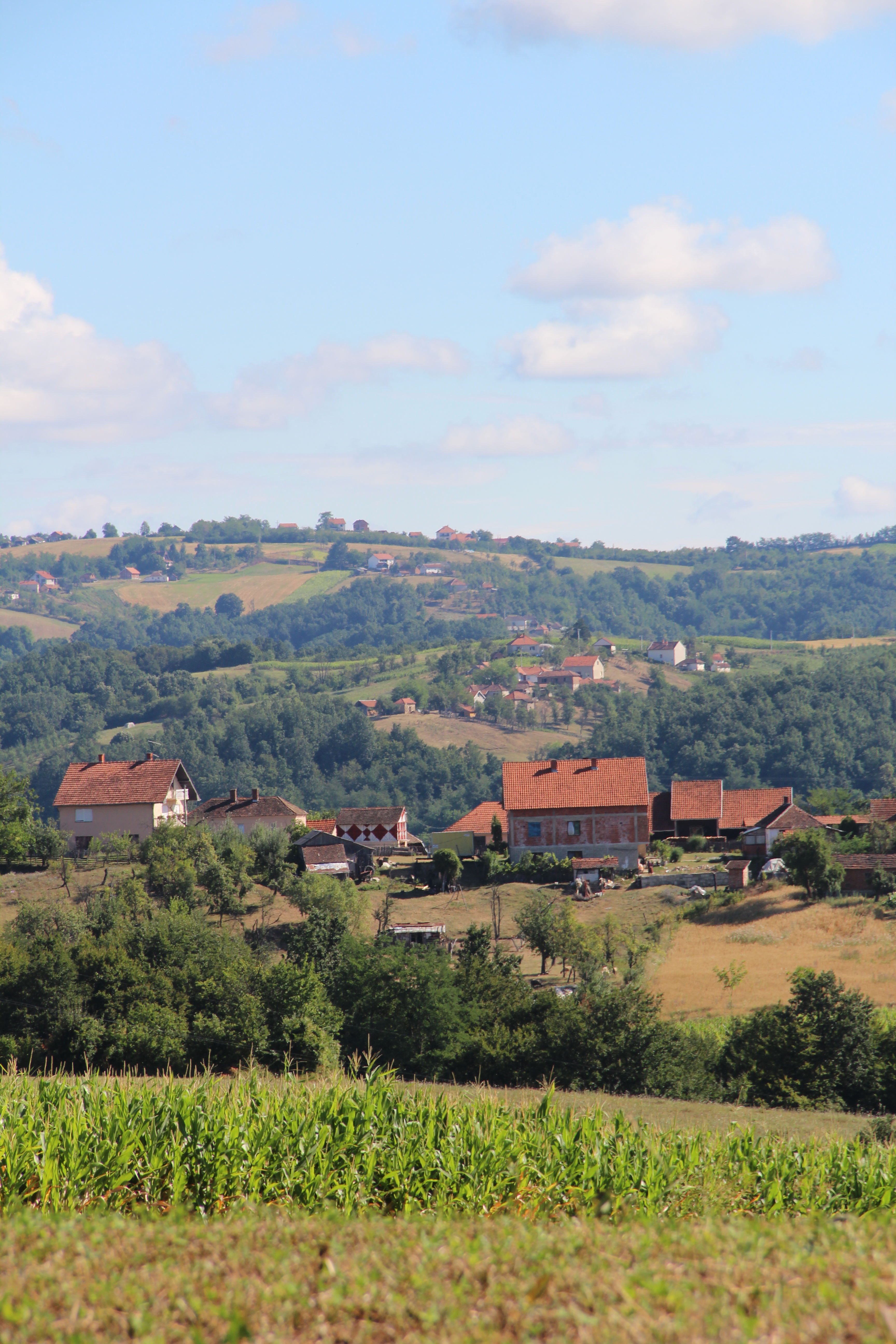
village Beomuzevic - Panorama
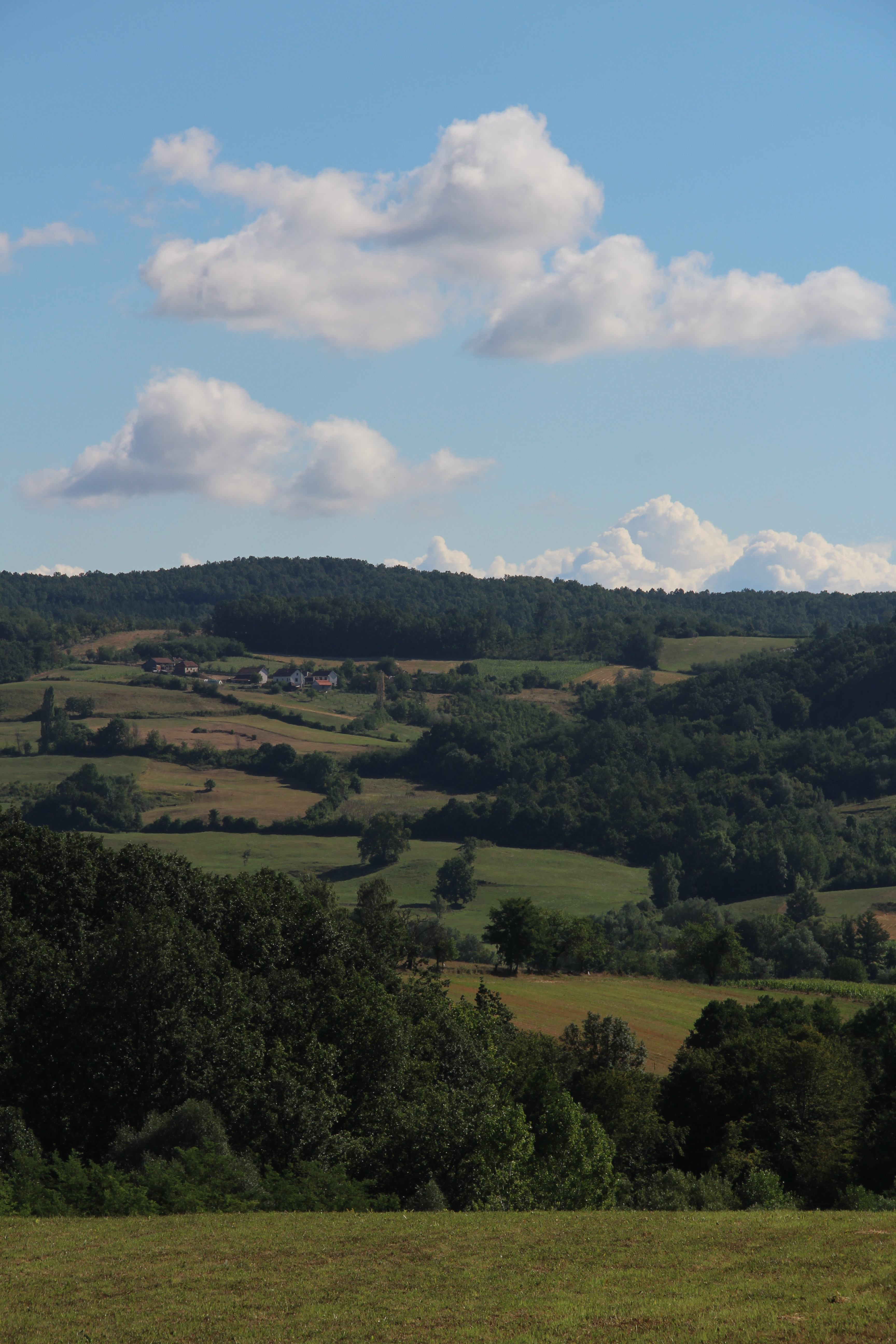
village Beomuzevic - Panorama
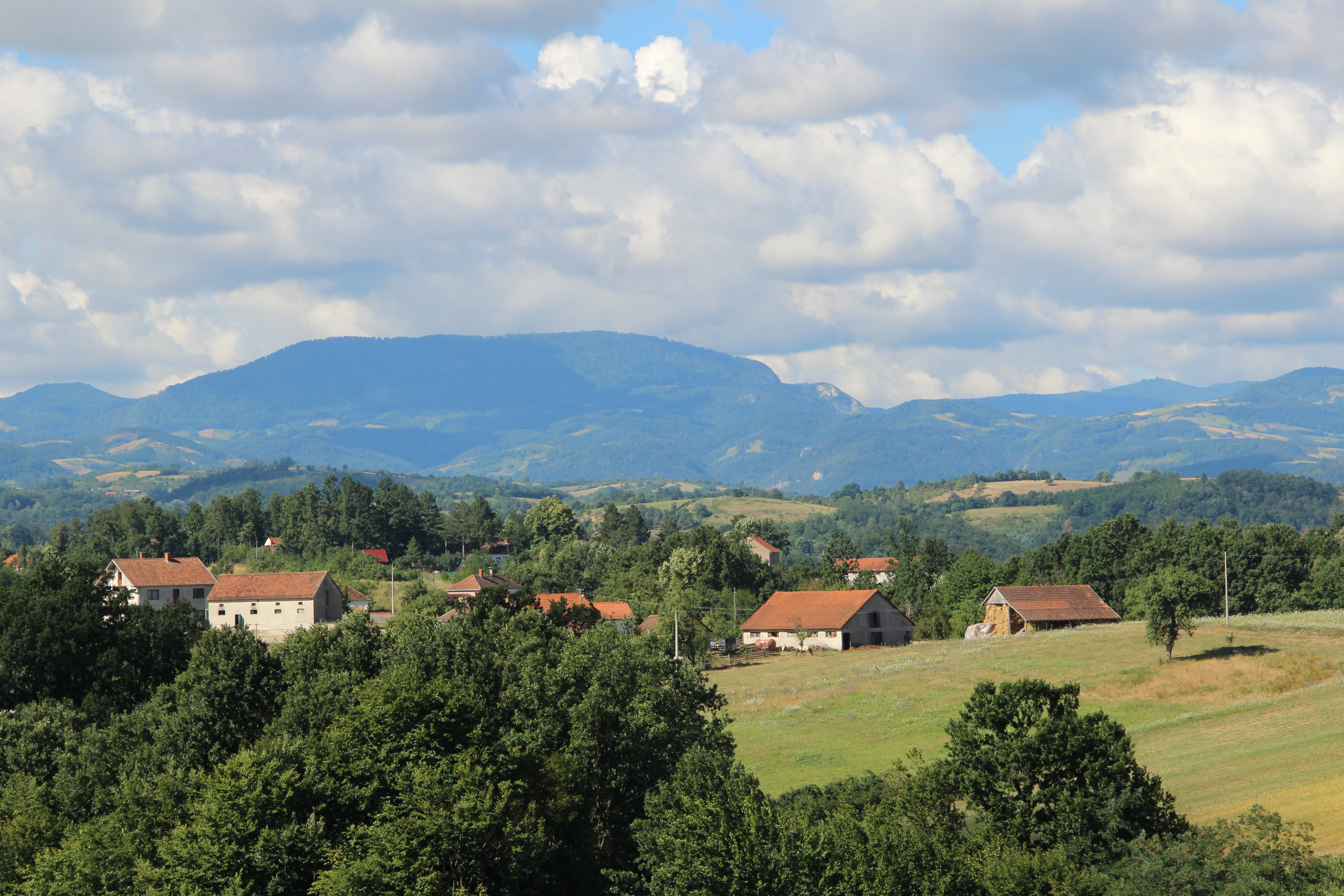
village Beomuzevic - Panorama
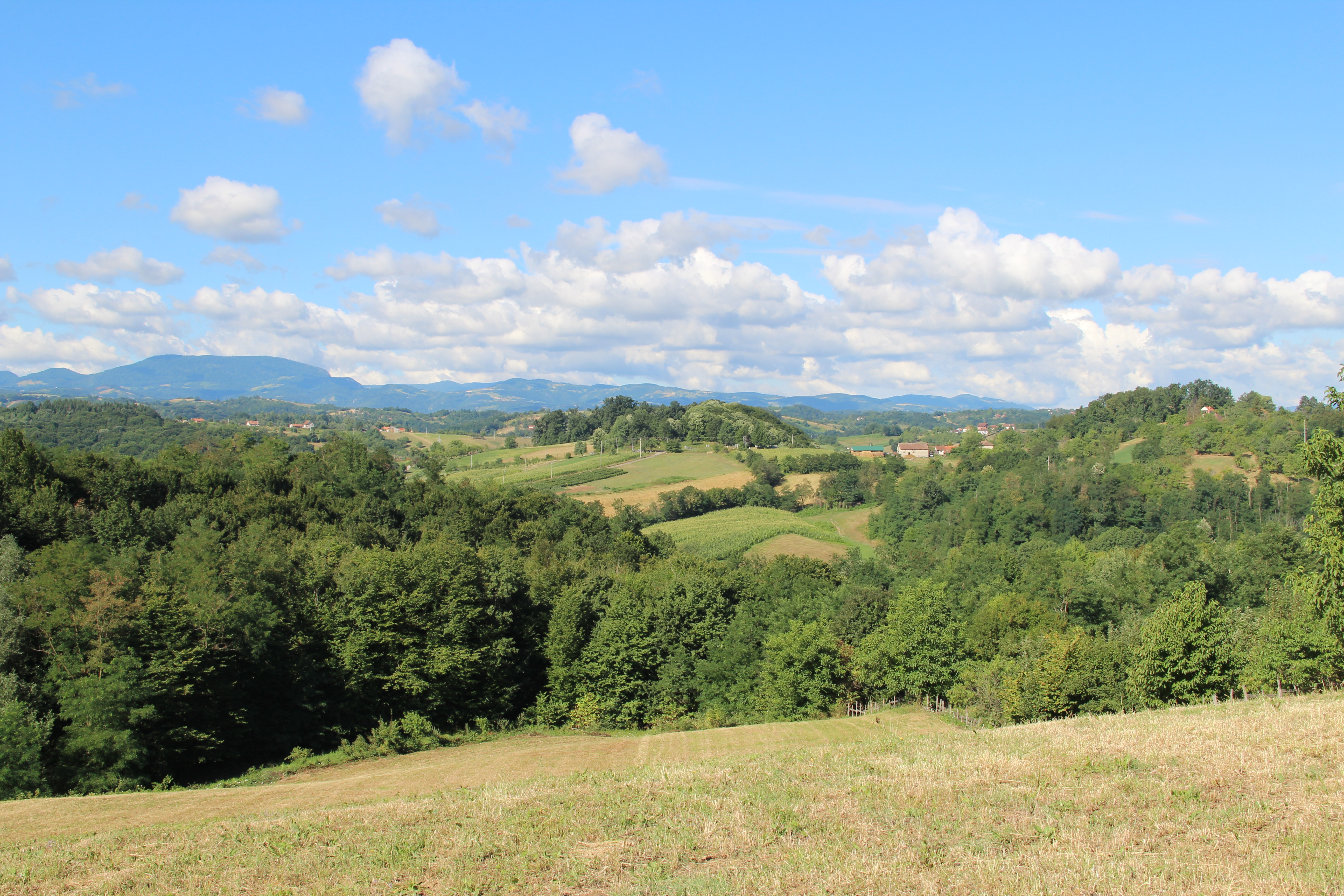
village Beomuzevic - Panorama